# إني ديسك
إني ديسك (بالإنجليزية: AnyDesk)‏ هو تطبيق ألماني يقدم خدمة التحكم بسطح المكتب عن بعد. تنتجه شركة إني ديسك للبرمجيات. ويوفر البرنامج منصة مستقلة للوصول إلى أجهزة الحاسوب الأخرى التي تشغل نفس البرنامج. يوفر البرنامج وظائف التحكم عن بعد للجهاز من جهاز آخر وتبادل الملفات ووظائف الشبكات الخاصة الافتراضية شبكة خاصة افتراضية.

## الشركة
تأسست شركة إني ديسك في عام 2014 في شتوتغارت بألمانيا ولديها الآن شركات شقيقة محلية في الولايات المتحدة والصين.
في مايو 2018، حصلت شركة إني ديسك على 6.5 مليون يورو كتمويل أولي في دفعة من مجموعة تمويلات بقيادة إي كيو تي فينجرز. تلتها دفعة أخرى من الاستثمار في يناير 2020 حصلت فيها شركة إني ديسك على أكثر من 20 مليون دولار من التمويل المشترك.

## البرنامج
يستخدم إني ديسك رمز التشفير الفيديوي المملوك له "DeskRT" الذي تم تصميمه للسماح للمستخدمين بتجربة إرسال الفيديو والصوت بجودة عالية مع تقليل حجم البيانات المستخدمة إلى الحد الأدنى.
مع حجم البرنامج الكلي الذي يبلغ ثلاثة ميغا بايت، يُشار إلى برنامج إني ديسك على أنه تطبيق خفيف الوزن.

### الخصائص
توفر الخصائص في البرنامج يعتمد على الرخصة التي يستخدمها كل مستخدم. بعض الخصائص الرئيسية للبرنامج:
- الوصول عن بعد لنظم تشغيل متعددة متعددة (ويندوز، لينكس، ماك، آي أو إس، أندرويد، إلخ..)
- تبادل الملفات
- الطباعة عن بعد
- الشبكات الخاصة الافتراضية VPN
- وصول غير مُتحكم به
- السبورة
- الاكتشاف التلقائي (التحليل التلقائي للشبكة المحلية)
- الدردشة
- واجهة رست للمستخدمين
- عملاء مخصصون
- الاستيثاق بعدة خطوات
- خادم مضيف فردي

## الأمان
يستخدم إني ديسك بروتوكول طبقة المقابس الآمنة 1.2 المشفرة. ويتم تأمين كل اتصال بين مستخدمي برنامج إني ديسك باستخدام طريقة التشفير المعيار التشفيري المتقدم - 256، وبالتالي يدعم السرية التامة. عندما يتم اتصال مباشر بين جهازين باستخدام برنامج إني ديسك، فإن الاتصال مشفر بتقنية التشفير بين الطرفيات، إضافة إلى أن البيانات المتبادلة بين الجهازين لا تمر بخوادم الشركة. بالإضافة إلى ذلك، من الممكن تطبيق ممارسة القائمة البيضاء للسماح للأجهزة المحددة مسبقًا فقط للدخول والاتصال.

## الانتهاكات
يمكن تثبيت إني ديسك على أجهزة الكمبيوتر والهواتف الذكية من خلال مستخدم الجهاز ذو الصلاحيات الكاملة، إذا اختار المستخدم القيام بذلك  فسيمكن الوصول للجهاز عن بعد من خلال الانترنت.

### الاحتيال عبر الهاتف الذكي
في فبراير 2019، حذر البنك الاحتياطي الهندي من احتيال مصرفي رقمي جديد، مشيرًا بشكل صريح إلى استعمال برنامج إني ديسك كوسيلة للهجوم. الاحتيال تم كما يلي: يدعي المحتالون انهم يمثلون شركات حقيقة ويخدعون ضحاياهم لتنزيل برنامج إني ديسك من متجر جوجل بلاي على هواتفهم المحمولة. ثم يقنع المحتالون الضحية بتقديم رمز الوصول لبرنامج إني ديسك المكون من تسعة أرقام ومنح صلاحيات معينة للمحتال. بعد الحصول على الصلاحيات، وفي حالة عدم وجود إجراءات أمان أخرى، يقوم المخادعون عادةً بتحويل الأموال باستخدام برنامج واجهة الدفع الموحدة الهندي.

### استخدامه مع برامج الفدية
في مايو 2018، اكتشفت شركة ترند مايكرو اليابانية للأمن السيبراني أن مجرمي الإنترنت قاموا بوضع برنامج فدية مع برنامج إني ديسك كوسيلة خداع لتمرير برنامج الفدية وتنزيله على الجهاز الشخصي.

### حيل الدعم الفني
من المعروف أن المحتالين يستخدمون برامج التحكم بسطح المكتب عن بعد مثل برنامج إني ديسك والبرامج المشابهة للوصول الكامل إلى كمبيوتر الضحايا عن طريق انتحال شخصية المسؤولون عن الدعم الفني. حيث يُطلب من الضحية تنزيل وتثبيت برنامج إني ديسك أو البرامج المشابهة وتزويد المهاجمين بإمكانية الوصول للجهاز. عند الحصول على حق الوصول للجهاز، يمكن للمهاجمين التحكم في الكمبيوتر والتلاعب بالملفات الشخصية والبيانات الحساسة.
في عام 2017 ، حظرت شركة تولك تولك البريطانية المتخصصة بتزويد خدمة الانترنت برنامج إني ديسك وبرامج أخرى مشابهة من جميع شبكاتها لحماية مستخدميها من المحتالين على الإنترنت الذين يستخدمون هذه البرامج للوصول إلى أجهزة الكمبيوتر الخاصة بالمستخدمين. لكن تم رفع الحظر عن برنامج إني ديسك بعد إعداد تحذير عن إمكانية استخدام المحتالين لهكذا برامج.

## روابط خارجية
- الموقع الرسمي